# VSNL1
VSNL1 (англ. Visinin like 1) – білок, який кодується однойменним геном, розташованим у людей на короткому плечі 2-ї хромосоми.  Довжина поліпептидного ланцюга білка становить 191 амінокислот, а молекулярна маса — 22 142.
| 10         |  | 20         |  | 30         |  | 40         |  | 50         |
| ---------- |  | ---------- |  | ---------- |  | ---------- |  | ---------- |
| MGKQNSKLAP |  | EVMEDLVKST |  | EFNEHELKQW |  | YKGFLKDCPS |  | GRLNLEEFQQ |
| LYVKFFPYGD |  | ASKFAQHAFR |  | TFDKNGDGTI |  | DFREFICALS |  | ITSRGSFEQK |
| LNWAFNMYDL |  | DGDGKITRVE |  | MLEIIEAIYK |  | MVGTVIMMKM |  | NEDGLTPEQR |
| VDKIFSKMDK |  | NKDDQITLDE |  | FKEAAKSDPS |  | IVLLLQCDIQ |  | K          |

A: Аланін

C: Цистеїн

D: Аспарагінова кислота

E: Глутамінова кислота

F: Фенілаланін

G: Гліцин

H: Гістидин

I: Ізолейцин

K: Лізин

L: Лейцин

M: Метіонін

N: Аспарагін

P: Пролін

Q: Глутамін

R: Аргінін

S: Серин

T: Треонін

V: Валін

W: Триптофан

Задіяний у такому біологічному процесі як поліморфізм. 
Білок має сайт для зв'язування з іонами металів, іоном кальцію. 